# 3X Rien
3X Rien est une série télévisée québécoise en 66 épisodes de 23 minutes, créée par Jean-François Baril, Louis Morissette, Alex Perron, Jean-François Mercier, Daniel Chiasson et Daniel Gagnon et diffusée entre le 8 janvier 2003 et le 5 avril 2006 sur le réseau TQS.

## Synopsis
L'histoire débute alors que le trio finit l'enregistrement de la dernière émission à sketch Les Mecs Comiques. Apprenant que leur émission ne sera plus présentée, il s'ensuit une profonde remise en question. C'est alors que le trio sous l'influence de Louis, fera l'achat du bar le Azbine…

## Fiche technique
- Auteurs : Jean-François Baril, Louis Morissette, Alex Perron, Jean-François Mercier, Martin Thibaudeau, Daniel Chiasson et Daniel Gagnon
- Script-éditeur : François Avard
- Réalisateurs : PodZ, Éric Tessier, Nicolas Monette et Mark Soulard
- Producteur : Luc Wiseman
- Société de production : Avanti Ciné Vidéo

## Distribution

### Acteurs principaux
- Jean-François Baril : Jeff
- Louis Morissette : Louis
- Alex Perron : Alex
- Julie Perreault : Caro, amie de cœur de Louis
- Jacques Girard : Jocelyn, père de Jeff
- Manon Gauthier : Jocelyne, mère de Jeff
- Nicholas Vachon : Daniel, ami de cœur d'Alex
- Jean-François Mercier : Mercier, joueur compulsif de vidéopoker
- Jézabel Drolet : Audrey, serveuse simplette et sexy

### Acteurs récurrents et invités
- Martin Thibaudeau : Martin
- Josée Bauthier : Mme Lalancette
- Vincent Bilodeau : M. Plante
- Andrée Cousineau : Mme Plante
- André Lacoste : le père
- Marc Legault : oncle Chiasson
- Karine Lavergne : Jade
- Catherine Paré : jeune fille
- Nicolas Canuel : médecin
- Martin Rouleau : Richard
- Benz Antoine (en) : Jeff Côté
- Pierre Chagnon : Père Chiasson
- Mariloup Wolfe : Sonia
- Michel Albert : médecin de Caro
- Gaston Caron : garagiste
- Martin Dubreuil : joueur compulsif
- Annick Desmarais : urologue
- Carmen Ferlan : Solange
- François Lambert : examinateur SAAQ
- Yves Bélanger : banquier
- France Larochelle : pharmacienne
- Geneviève Alarie : Catherine
- Jean-Robert Bourdage : camionneur
- Normand Carrière : chauffeur de taxi
- Sylvain Massé : Killer
- Réal Bossé : Éric
- Emmanuel Charest : Gilles
- Éloi Archambaudoin : fils Pouliot
- Sylvie Dumont : Annabelle
- Julie Roussel : Corinne
- Éric Bernier : Mario
- Daniel Parent : Bernard
- Sébastien Gauthier : Killer
- Abeille Gélinas : belle passante
- Hélène Mercier : infirmière
- Benoît Rousseau : détective Pinson
- Dany Michaud : mort subite
- Marie-Claude Michaud : préposée au parfum
- Marjolaine Lemieux : Ginette
- Roger Léger : Gaston
- David Savard : Pascal
- Philippe Cyr : Simon
- Richard Fréchette : Stéphane Trudel
- Louis-Georges Girard : le producteur
- Norman Helms : le réalisateur
- Guillermina Kerwin : Spice
- Jocelyn Blanchard : chum de Louis
- Daniel Desjardins : chum de Louis
- Guylaine Guay : barmaid
- Jean-Hervé Séguin : technicien radio
- Julie Ménard : psychologue
- Julie Le Breton : Myriam
- Huguette Oligny : Margo
- Lucille Bélair : Fausse Mme Plante

## Épisodes

### Première saison (2003)
1. La Rupture
2. La Résurrection
3. Chez nous, c'est chez nous
4. Fesses et confidences
5. Un air de routine
6. Rave
7. Jamais sans ma mère
8. Camping
9. La Jalousie
10. Quand le macho est parti, les Baril dansent
11. On vieillit tous
12. Un enfant ça change pas une vie sauf que
13. La Dernière

### Deuxième saison (2004)
1. Tu pleures ou tu crèves!
2. Le Deuil de Jeff
3. Crises d'adolescence
4. Du cœur et des rancœurs
5. L'Héritage
6. La Loi du silence
7. La vérité n'est pas bonne à dire
8. Parler, c'est grandir
9. Jamais deux sans trois
10. L'Admiratrice
11. Jardin secret
12. Parle-moi… mais chante pas!
13. Livraison spéciale

### Troisième saison (2004-2005)
1. Du bébé plein les bras
2. 1, 2, 3 go Toronto !
3. Prends un grand respire
4. L'Osti d'show
5. Crise d'identité
6. Trois caves dans cave
7. Les 4 C
8. La Tentation
9. Les Retrouvailles
10. Baptême!
11. Le Rebound
12. Les Mecs naufragés
13. Week-end campagnard
14. Hot-dog
15. Les Nounous
16. La Dernière Chance
17. Paintball
18. Canicule féminine
19. Star encore
20. Changement de cap

### Quatrième saison (2005-2006)
1. Nouveau départ
2. Ça y est
3. Préretraite
4. Le Nouveau
5. Fuckfriend
6. Inquiétudes et scandales
7. Profites-en !
8. La Bonne Aventure
9. Marions-nous
10. La Grande Séduction
11. Don Juan
12. Nouvelles vies
13. Coup de foudre
14. Service essentiel
15. La Gageure
16. La Roulotte
17. Le Grand Saut
18. Sauter ou ne pas sauter la clôture
19. Se tenir debout
20. Ils vécurent heureux

## Commentaires
- Présentant des situations comiques mélangeant la réalité à la fiction, cette série est inspirée de la vie des trois ex-membres du groupe Les Mecs comiques.
- Faute de financement, la production a été suspendue pour un an après la diffusion de la première saison[2].

## DVD
Tous les épisodes sont disponibles en DVD par Imavision.